# Rivière Esperey
Pour les articles homonymes, voir Franchet d'Espèrey.
La rivière Esperey est un affluent de la rivière Capitachouane, coulant dans Senneterre, dans la municipalité régionale de comté (MRC) de La Vallée-de-l'Or, dans la région administrative de l’Abitibi-Témiscamingue, au Québec, au Canada.
Le cours de la rivière Esperey traverse les cantons de Pétain, d’Esperey et de Lens. Cette rivière est localisée entre le réservoir Gouin (côté nord-est) et le réservoir Dozois (côté sud-ouest).
La rivière Esperey coule entièrement en territoire forestier. La principale activité économique de ce bassin versant est la foresterie. La surface de la rivière est habituellement gelée du début de décembre à la fin-avril.

## Géographie

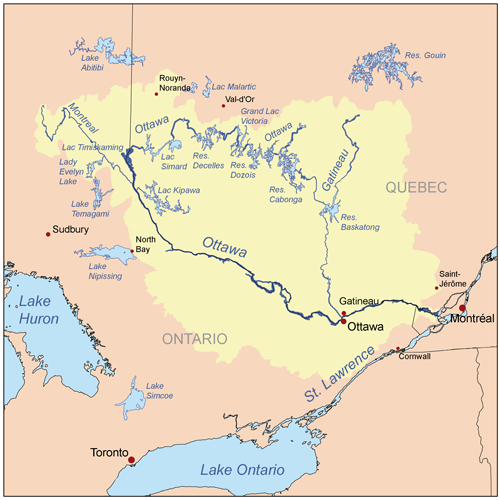
Bassin hydrographique de la rivière des Outaouais.

La rivière Esperey prend sa source à l’embouchure d’un petit lac non identifié au sud-est du canton de Pétain, sur le flanc Sud d’une montagne qui sert de ligne de partage des eaux avec la rivière Gordon (côté ouest et Nord).
Cette source est située à 12,8 km au nord-ouest de la confluence de la rivière Esperey, à 69,0 km au nord-est de la confluence de la rivière Capitachouane, à 1,0 km au sud du sommet d’une montagne (altitude : 554 m) et à 5,2 km au sud-est de la source de la rivière Gordon.
Les principaux bassins versants voisins sont :
- côté nord : rivière Gordon, rivière Kekek, rivière Chochocouane ;
- côté est : lac Moore, rivière Capitachouane ;
- côté sud : rivière Capitachouane ;
- côté ouest : rivière Chochocouane, rivière Gordon.

À partir de sa source (lac de tête), la rivière Esperey coule sur 27,2 km selon les segments suivants :
- 3,4 km vers l’est, en traversant le lac Néron (longueur : 1,3 km ; altitude : 478 m) sur 0,9 km, jusqu'à son embouchure ;
- 6,9 km vers le nord-est, jusqu'à l’embouchure du Lac Grace (longueur : 1,1 km ; altitude : 446 m) que le courant traverse vers l'est sur 0,7 km. Note : Le lac Grace reçoit les eaux de la décharge d’un ensemble de lacs venant du nord-est ;
- 3,9 km vers le sud, en traversant plusieurs lacs formés par l’élargissement de la rivière ;
- 2,9 km vers le nord-est, jusqu'à la décharge du lac Du Bouchet (venant du sud) ;
- 3,5 km vers le nord-est, jusqu'à l’embouchure du lac Otis (longueur : 4,5 km ; altitude : 425 m) que le courant traverse vers le sud sur 0,6 km dans sa partie ouest ;
- 3,0 km vers le sud-est en traversant des rapides et en contournant par le nord-est une montagne dont le sommet atteint 540 m, jusqu'à la décharge du lac Lent (venant du nord-est) ;
- 2,8 km vers le sud, jusqu'à la décharge du lac Shenley (venant du nord-ouest) ;
- 0,8 km vers le sud, jusqu’à la confluence de la rivière[2].

La rivière Esperey se décharge dans le canton de Lens dans un coude de rivière sur la rive nord de la rivière Capitachouane, dans le territoire de la ville de Senneterre.
Cette confluence de la rivière Esperey est située, à 87,5 km au nord-est de la confluence de la rivière Capitachouane, à 91,5 km au nord-est de la route 117, à 125,1 km à l'est du centre-ville de Val-D’Or, à 94,8 km au sud-est du centre-ville de Senneterre et à 19,6 km au nord du lac Camachigama.

## Toponymie
Le mot Esperey constitue un patronyme d’origine française.
Le toponyme rivière Esperey a été officialisé le 5 décembre 1968 à la Commission de toponymie du Québec.